# Библиотечная ассоциация Республики Казахстан
Библиотечная ассоциация Республики Казахстан, БАРК — общественное объединение, 1 — я библиотечная некоммерческая неправительственная общественная организация в Республике Казахстан (1996—2014 годы).

## История
Библиотечная ассоциация Республики Казахстан была учреждена в 1996, зарегистрирована в 1997 году. Объединяла библиотечные и другие ассоциации, библиотечные, информационные, научные и прочие учреждения (институты). Возглавлял Библиотечную ассоциацию Республики Казахстан Президент. Ассоциация тесно сотрудничала с республиканскими, областными библиотечными ассоциациями, государственными органами управления в отрасли культуры, депутатами, писателями, деятелями науки и искусства. Среди партнеров ассоциации были Национальная библиотека Республики Казахстан в городе Алматы, Национальная академическая библиотека Республики Казахстан в городе Астана, другие крупные библиотеки, а также областные, центральные библиотеки централизованных библиотечных систем, университеты, колледжи.

## Деятельность
Деятельность БАРК была регламентирована Уставом. Крупные задачи БАРК решала в совершенствовании институциональной сферы библиотечной деятельности. Совместно с библиотеками — методическими центрами при поддержке Министерства культуры Казахстана БАРК провела Съезд библиотечных работников, принявший «Стратегию библиотек на XXI век». Постоянно велась работа в области правового регулирования библиотечных общественных отношений, применения норм авторского права в процессе использования и сохранения библиотечного фонда. На высших библиотечных курсах БАРК проводила обучение электронным формам библиотечной специализации. Среди приоритетов БАРК были такие, как усиление деятельности Централизованных библиотечных систем (ЦБС), которые обеспечивают территориальный охват населения библиотечным обслуживанием. Печатный орган БАРК — журнал «Кітапхана» (рус.: «Библиотека») имеет научно-методическую направленность. По инициативе БАРК учрежден 1-й в Казахстане профессиональный праздник «День библиотек города Алматы», который отмечается 15 октября с 1999 года, и проводились крупные международные, республиканские, региональные мероприятия, укрепляющие единство библиотекарей, формирующие новое техническое «компьютерное» библиотечное мышление и новое осознание социально-культурного контекста библиотечной деятельности.

## Президент БАРК
Президентом БАРК с 1997 по 2014 год была Бердигалиева, Роза Амангалиевна (1945—2015) — библиотечный деятель стран Содружества Независимых Государств (СНГ), заслуженный работник Казахстана. Она окончила Московский государственный институт культуры, кандидат исторических наук, действительный член Отраслевого Отделения «Библиотековедение» Международной академии информатизации при ООН, почетный профессор Южно-Казахстанского университета имени М.Ауезова. В разные годы она была директором (первым) Государственной республиканской юношеской библиотеки имени Жамбыла, генеральным директором Национальной библиотеки Республики Казахстан в городе Алматы, генеральным директором (первым) Национальной академической библиотеки Республики Казахстан в городе Астана. Награждена орденом Республики Казахстан «Құрмет».

## Международные связи
Библиотечная ассоциация являлась членом Международной федерации библиотечных ассоциаций и учреждений (ИФЛА), Некоммерческого партнерства «Библиотечная ассамблея Евразии». Библиотечная ассоциация проводила в Казахстане мероприятия под эгидой, при участии и по Программам ИФЛА, ЮНЕСКО, входитл в число подписавших «Меморандум о сотрудничестве Библиотечных ассоциаций стран СНГ для их усиленного развития» (город Астана, 2012 год). Президент БАРК Бердигалиева Р. А. была членом группы разработчиков новой редакции Модельного библиотечного кодекса для государств — участников СНГ, который принят на XXII пленарном заседании Межпарламентской ассамблеи государств — участников СНГ (МПА СНГ) постановлением № 22 — 12 от 15 ноября 2003 года. Президент БАРК Бердигалиева Р. А. состояла членом Постоянного комитета секции ИФЛА в регионе Азия и Океания, избиралась Президентом НП БАЕ. При содействии БАРК в 2010 году на базе Южно-Казахстанской областной универсальной научной библиотеки и Центральной библиотеки ЦБС г. Туркестан (город) был проведен республиканский тренинг по программе ИФЛА «Создание сильных библиотечных ассоциаций» (IFLA BSLA).